# Bande dessinée jeunesse
La bande dessinée jeunesse ou bande dessinée pour enfants s'adresse à un lectorat jeune, en général âgé de moins de dix ou douze ans.

## Histoire

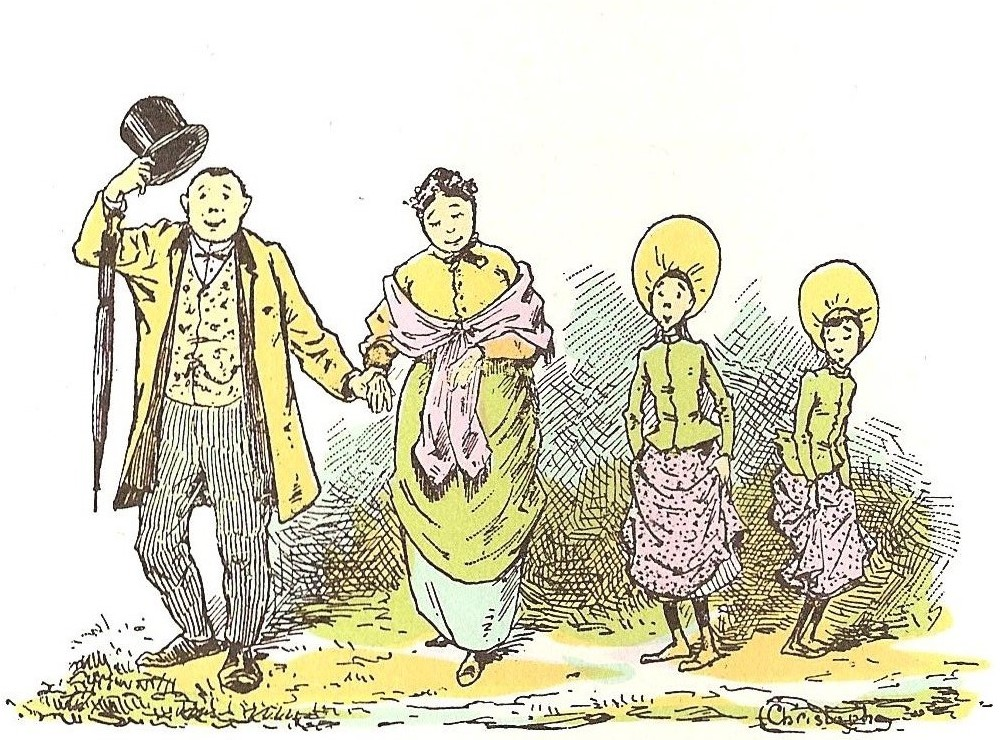
La Famille Fenouillard.

Dans l'histoire de la bande dessinée, les premières œuvres s'adressent à un lectorat plutôt adulte, adoptant l'angle de la satire sociale et politique.
Lorsque Christophe, avec La Famille Fenouillard paru en 1889 dans Le Petit Français illustré, suivi des Facéties du sapeur Camember et du Savant Cosinus rencontre un immense succès, la presse pour enfants s'empare de la bande dessinée (devenant des « illustrés ») au tournant du XXe siècle. C'est à partir de cette profonde mutation que le public assimile, pendant longtemps, la bande dessinée avec la littérature enfantine. En 1908 commence à paraître, en Italie, le Corriere dei Piccoli tandis qu'aux États-Unis les funnies d'humour et de satire figurent, eux, dans la presse généraliste. Dans ce pays, la bande dessinée connaît des changements narratifs majeurs qui se concrétisent par l'exploration de nombreux genres et des audaces esthétiques et narratives. Dans les années 1930, l'influence américaine atteint l'Europe, d'abord à travers Le Journal de Mickey, puis fait école. Néanmoins, le lectorat n'a pas toujours conscience que les œuvres américaines, destinées à un lectorat adolescent ou adulte, sont largement retouchées ou censurées avant leur parution en Europe.
Spirou (lancé en 1938) et Tintin (1949) dominent le marché jusque dans les années 1970 et font partie des publications pour la jeunesse. La volonté de contrôle de l'État se manifeste, en France, par la Loi du 16 juillet 1949 sur les publications destinées à la jeunesse, dont la commission d'application se montre stricte envers les bande dessinées. Après-guerre, la bande dessinée jeunesse connaît une grande vitalité avec des séries comme Les Aventures de Tintin, Spirou et Fantasio, Blake et Mortimer, Fripounet et Marisette, Boule et Bill…
Cette prospérité dure jusqu'aux années 1980-1990, qui montrent un déclin commercial de ce genre tandis que les périodiques de bande dessinée connaissent une érosion ; néanmoins Spirou en 2002 est diffusé à 120 000 exemplaires.
Certaines œuvres plus modernes abordent des sujets sensibles : divorce, racisme, exclusion… qui ne figuraient pas, jusque-là, dans la bande dessinée jeunesse. Divers éditeurs investissent le marché avec des collections adressées au jeune lectorat.

## Prix littéraires
À partir de 1981, le festival international de la bande dessinée d'Angoulême réserve une catégorie aux œuvres destinées à la jeunesse : le Prix Jeunesse du festival d'Angoulême. D'abord appelé « Alfred enfant », il connaît ensuite plusieurs déclinaisons (Alph-Art jeunesse 7-8 ans, 8-12 ans...). En 2019, il est annoncé la création d'un « Fauve Jeunes adultes », pour le lectorat de 13 ans et plus, qui s'ajoute au fauve jeunesse (8-12 ans) et au « Prix des Écoles, des Collèges et des Lycées ».
Une catégorie récompensant une BD existe également au Salon du livre et de la presse jeunesse de Montreuil, nommée « Pépite de la BD ».
En Belgique, le Prix Saint-Michel récompense des BD européennes. Parmi les diverses catégories figure le Prix Saint-Michel Humour / Jeunesse. Au Québec, une catégorie du Prix Bédélys distingue aussi ce lectorat, avec le Prix Bédélys Jeunesse. En 2019 est fondé le prix Yvette Lapointe, en hommage à une pionnière de bande dessinée québécoise. Il est décerné dans le cadre des prix Bédéis causa.
À partir de 2016, l'Association des critiques et des journalistes de bande dessinée ouvre une catégorie du grand prix de la critique aux albums jeunesse.
Des prix littéraires pour le lectorat jeunesse figurent aussi dans d'autres festivals de bande dessinée ou de littérature jeunesse.